# ヴァージニア・ギルモア
ヴァージニア・ギルモア（Virginia Gilmore、1919年7月26日 - 1986年3月28日）は、アメリカ合衆国の女優。

## 主な出演作品
- ラディー（英語版） (1940)
- 西部魂 (1941)
- スワンプ・ウォーター（英語版） (1941)
- 打撃王 (1942)
- ベルリン・コレスポンデント（英語版） (1942)
- ザ・ラブズ・オブ・エドガー・アラン・ポー（英語版） (1942)
- オーケストラの妻たち（英語版） (1942)
- チェトニック! ザ・ファイティング・ゲリラス（英語版） (1943)
- ダニー・ケイの天国と地獄（英語版） (1945)
- ウォーク・イースト・オン・ビーコン（英語版） (1952)